# Јазу Сити (Мисисипи)
Јазу Сити (енгл. Yazoo City) град је у америчкој савезној држави Мисисипи.

## Демографија
По попису из 2010. године број становника је 11.403, што је 3.147 (-21,6%) становника мање него 2000. године.
| Група             | 2000.          | 2010.         |
| Белци             | 3.224 (22,2%)  | 1.834 (16,1%) |
| Афроамериканци    | 10.138 (69,7%) | 9.405 (82,5%) |
| Азијати           | 85 (0,6%)      | 60 (0,5%)     |
| Хиспаноамериканци | 1.087 (7,5%)   | 79 (0,7%)     |
| Укупно            | 14.550         | 11.403        |